# Jhon Jhon
Jhonatan dos Santos Rosa dit Jhon Jhon, né le 9 septembre 2002 à Vitória au Brésil, est un footballeur brésilien qui évolue au poste de milieu offensif au RB Bragantino.

## Biographie

### En club
Né à Vitória au Brésil, Jhon Jhon est formé par l'Esporte Clube Primavera. Le 5 mai 2021 il rejoint la SE Palmeiras sous la forme d'un prêt jusqu'à la fin de l'année.
Le 10 décembre 2021, il joue son premier match en professionnel avec Palmeiras, lors d'une rencontre de première division brésilienne contre Ceará SC. Il entre en jeu et son équipe s'impose par un but à zéro,.
Le 3 janvier 2022, Jhon Jhon s'engage définitivement en faveur de la SE Palmeiras. Il est alors lié au club jusqu'en décembre 2026.
Le 4 août 2023, il prolonge son contrat avec Palmeiras jusqu'en décembre 2027.

## Vie privée
Jhon Jhon est le fils de Marcelo Pelé, lui aussi footballeur.